# Йя-Хха
«Йя-Хха» — короткометражный фильм Рашида Нугманова, снятый в 1986 году за две недели. Фильм известен тем, что в нём снялись «отцы» русского рока; некоторые из них (например, Виктор Цой и Майк Науменко) появились на экране впервые. Фильм бессюжетный, скорее документальный, неигровой, чем художественный — вольные зарисовки тех лет и тех славных мест — котельная «Камчатка», ленинградский рок-клуб.

## История создания
Фильм снимался как учебная работа студентов ВГИКа: Рашида Нугманова как режиссёра, Тельмана Мамедова и Алексея Михайлова как операторов. Нугманов очень хотел делать полнометражную картину. Материала было снято на несколько часов, фильм складывался. Но средств, отпущенных ВГИКом на курсовую Алексея Михайлова, хватало только на десятиминутную короткометражку.
«Всеми правдами и неправдами мне удалось сделать тридцать минут», — вспоминал позже режиссёр. — «Можно представить, в каком бешеном темпе мы их озвучивали, монтировали, собирали… Кое-как мы успели к сроку, но фильм так и остался незаконченным. Поэтому многие сюжетные линии и связки просто пропали…».
Но Виктор Цой в фильме уже был и пел главным героям, которые забрели к нему в кочегарку. «Йя-Хха» сразу же привлекла внимание к молодому казахстанскому режиссёру. Фильм завоевал ряд наград разных фестивалей, в том числе приз ФИПРЕССИ имени Андрея Тарковского в программе «Молодое советское кино» на МКФ в 1987 году.

## Вырезанный материал
После финального монтажа из фильма было удалено множество эпизодов с Виктором Цоем и другими музыкантами. В частности, квартирник Цоя и Каспаряна с проходом по улицам и подъемом в квартиру. На 35-мм чёрно-белую плёнку была снята песня «Дальше действовать будем мы», которая предназначалась для фильма. Однако в итоговую версию картины вошла эта же песня, снятая в кочегарке. Рабочие материалы фильма включали также акустический вариант песни «Мама анархия»,  исполняемой Виктором Цоем на набережной канала Грибоедова, и съёмки Цоя в павильоне ВГИКа.

## В ролях
- И. Мосин,
- Т. Егорова,
- В. Песков,
- В. Горин,
- А. Павлова,
- В. Лоога,
- Р. Сергеева,
- И. Глушен,
- Н. Третьяк,
- В. Железнов
- В. Цой
- К. Кинчев
- М. Науменко
- Б. Гребенщиков
- группы «Алиса», «Зоопарк», «Кино»
- Михаил Ефремов (нет в титрах, озвучка)